# 社会派
社会派（しゃかいは）は、日本のエキュメニカル派においてキリスト教の社会に対する役割を重要視し、政治的・社会的運動にも積極的な教会およびキリスト教団体、関係者を指す。もともとは、日本基督教団の教団紛争において、対立グループを呼ぶための用語として、いわゆる「教会派」の語に対応して登場した用語である。日本基督教団戦責告白は両者の「対立構造のシンボル、あるいは踏み絵のように使われた。」という。

## 歴史
1970年のバプテスト世界大会は、安保改定推進のための会議とされ、安保闘争が起こった。また、同年開催の日本万国博覧会は資本主義の祭典とされ、万博キリスト教館建設について日本基督教団内部で激しい対立、反万博闘争があった。この対立は日本基督教団を代表する神学校、東京神学大学を舞台に繰り広げられる「東神大闘争（社会派側の呼び方）」「東神大紛争（教会派側の呼び方）」となった。東神大教授会は機動隊の力で社会派によるバリケード封鎖を鎮圧し、東神大は教会派の牙城となる。東京神学大学全学共闘会議は、1971年1月25日に、「闘いに終わりはないし、我々は終わることを許しはしない。」と、東神大教授会、キリスト教会、国家権力、闘いの中途にくじけた仲間と、自らへの告発の書である、東京神学大学全学共闘会議・解散宣言を発表した。桜井秀教、久保田文貞、土枝正策、戒能信生は「我々自らこの否定的現実を総括する中から新たなる闘いへと出立していくだろう」との決意を新たにしている。

1971年の日本基督教団東京教区総会は、社会派と教会派の対立が先鋭化し、ここにも機動隊が投入された。以来、20年の間、総会を開けなかった。

## 特徴
社会派はアメリカにおけるメインラインの立場に近く、神学的には自由主義神学の流れをくみ、社会的福音を強調するとされる。ただし、明確な定義化は好まれない。用語登場の経緯もあり、多分にキリスト教内部での対立・紛争における中傷語として用いられることもあり、使用に注意を要する用語である。

## 評価
エキュメニカル派と区別される福音派においては、社会派と教会派の対立は日本キリスト教協議会、日本基督教団内部の問題と捉えられており、福音派はこの紛争に巻き込まれていないといわれる。ローザンヌ誓約以降、福音派とされる教会でも社会責任を強調することはあるが、福音派はあくまで教会形成と福音伝道を主要な任務とし、社会的問題を副次的任務としている。

## 日本で社会派といわれている教派・団体
（ただし、プロテスタント教団は各教会の自主性を重んじており、各教会及び牧師個人によって極めて大きな差がある）
- カトリック正義と平和協議会
- 日本キリスト教協議会
- 近畿福音ルーテル教会
- 在日大韓基督教会
- 日本キリスト教会
- 日本聖公会
- 日本基督教団（教団内部の教会派との対立が深まりいわゆる「教団紛争」と称する状況が現在に至る迄継続している）
- 日本バプテスト同盟
- 日本バプテスト連盟
- 日本福音ルーテル教会